# Keira Croft
Keira Croft (Los Ángeles, California; 17 de marzo de 1995) es una actriz pornográfica, modelo erótica y de glamour estadounidense.

## Biografía
Nació y se crio en Los Ángeles, siendo educada inicialmente en una escuela católica para niñas, para más tarde ser transferida a otra escuela concertado y religioso de corte mixto. Después de cumplir los 18 años decidió ingresar en el Ejército de los Estados Unidos, cumplimentando un servicio militar de 5 años. Tras terminar buscó nuevas parcelas profesionales e inició una carrera como modelo, tanto erótica como de glamour, de bailarina exótica y de camgirl.
A finales de 2017 conoció a un director y fotógrafo de la industria pornográfica, con el que contacto a través de la red social Instagram. Después de invitarla de regreso a California, Croft realizó sus primeras sesiones como modelo erótica y finalmente debutó en 2018 como actriz a los 23 años.
Como actriz ha trabajado con estudios como Zero Tolerance, Evil Angel, Reality Kings, Devil's Film, Elegant Angel, 3rd Degree, Kink.com, Mofos, Pure Taboo, Bangbros, Jules Jordan Video, Burning Angel, Girlfriends Films o Hard X, entre otros.
En 2020 recibió sus primeras nominaciones en el circuito profesional de la industria, destacando por conseguir el reconocimiento con las candidaturas en los Premios AVN a la Mejor actriz revelación, así como a las de Mejor escena de sexo oral por Red Eyed Rod Gobbling y a la Mejor actuación solo / tease por Choked and Soaked 3.
Hasta la actualidad ha rodado más de 350 películas como actriz.

## Premios y nominaciones
| Año  | Ceremonia                   | Resultado | Premio                                 | Trabajo               |
| ---- | --------------------------- | --------- | -------------------------------------- | --------------------- |
| 2019 | Spank Bank Awards           | Nominada  | Best Booty                             | —                     |
| 2019 | Spank Bank Awards           | Nominada  | Best Eyes                              | —                     |
| 2019 | Spank Bank Awards           | Nominada  | Best Spitter / Drooler                 | —                     |
| 2019 | Spank Bank Awards           | Nominada  | DP Dynamo of the Year                  | —                     |
| 2019 | Spank Bank Awards           | Ganadora  | Most Enthusiastic Fuck Bunny           | —                     |
| 2019 | Spank Bank Awards           | Nominada  | Princess of the Piledriver             | —                     |
| 2019 | Spank Bank Technical Awards | Ganadora  | Spank Bank Awards                      | —                     |
| 2020 | Premios AVN                 | Nominada  | Mejor actriz revelación                | —                     |
| 2020 | Premios AVN                 | Nominada  | Mejor escena de sexo oral              | Red Eyed Rod Gobbling |
| 2020 | Premios AVN                 | Nominada  | Mejor actuación solo / tease           | Choked and Soaked 3   |
| 2020 | Premios GayVN               | Nominada  | Mejor escena de sexo bi                | Cheaper Bi the Dozen  |
| 2024 | Premios AVN                 | Nominada  | Mejor escena de sexo en grupo          | Uncut G.O.A.T.        |
| 2024 | Premios XBIZ                | Nominada  | Mejor escena de sexo en película gonzo | Uncut G.O.A.T.        |